# Chenoprosopus
Chenoprosopus là một chi lưỡng cư Temnospondyli. Chenoprosopus giống với chi châu Âu, Archegosaurus.Loài lưỡng cư tìm thấy ở Hoa Kỳ, Chenoprosopus giống nhất Cacops mặc dù nó khác nhau bởi lỗ mũi nhỏ hơn và mông của chúng.

## Chenoprosopus milleri

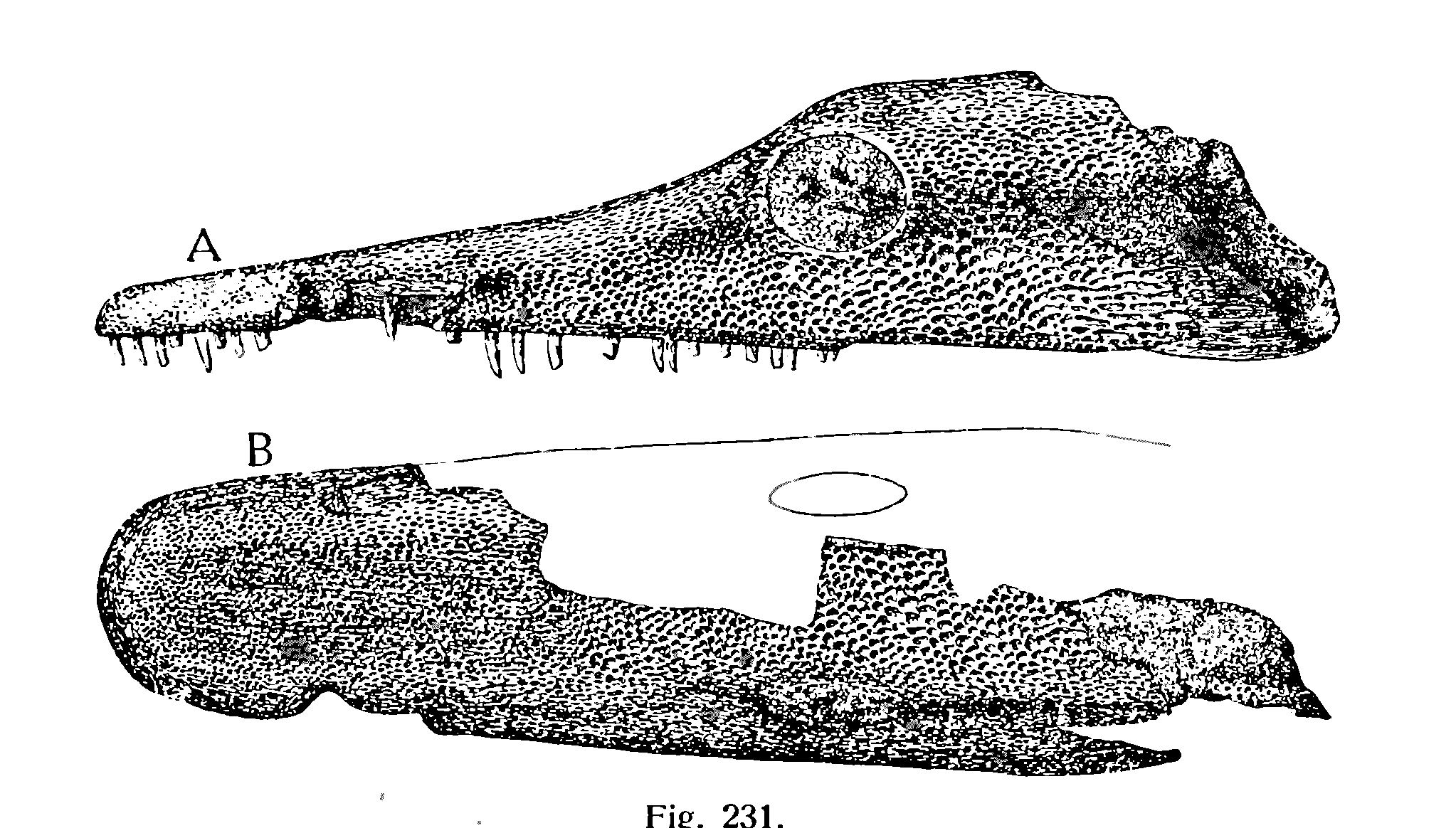
Hộp sọ Chenoprosopus milleri

Năm 1911, Paul Miller phát hiện ở New Mexico một phần của hộp sọ của một loài mới Chenoprosopus và cho nó cái tên Chenoprosopus milleri.Hộp sọ dài và hẹp, dài 28 cm (11.0 in) và rộng 5,4 cm (2,1 in).Răng cứng và có hình nón, hơi uốn ngược và dài khoảng 19 mm (0,7 in).Một đốt sống đơn cũng đã được tìm thấy tại vùng đó và đốt sống giống như các đốt sống của Diadectes.